# Lussinpiccolo
Lussinpiccolo (in croato Mali Lošinj) è la principale località dell'isola di Lussino in Croazia e uno dei centri più popolosi della regione litoraneo-montana, con 3 333 abitanti, nonché capoluogo dell'omonima città.

## Geografia fisica

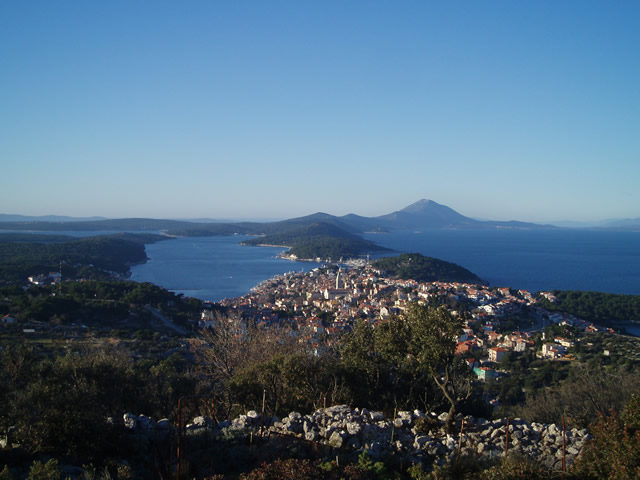
Panorama della città e dell'isola di Lussino.

Lussinpiccolo è situata in amena posizione nella valle d'Augusto, un profondo porto naturale riparato dalla bora che sviluppa lungo l'asse principale dell'isola e che comunica col mare attraverso due bocche - Bocca Vera, navigabile, e Bocca Falsa, agibile soltanto con gommoni e piccoli motoscafi.
La città si stende sui due lati del porto, ma principalmente sul soleggiato lato settentrionale, dove a causa del recente incremento demografico ha raggiunto la cresta collinare che funge da spartiacque.
La città è il maggior centro abitato di tutte le isole del Quarnaro ed è capoluogo di un comune che si estende anche sulla parte meridionale della contigua isola di Cherso.

## Storia
Da piccolo villaggio di pescatori (in croato Malo Selo, piccolo villaggio, in antitesi all'allora più popoloso Velo Selo, Lussingrande), Lussinpiccolo conobbe in breve tempo un rapido sviluppo grazie a un'intraprendente classe mercantile che nel giro di pochi secoli la rese patria di armatori e capitani.
Lussinpiccolo raggiunse il suo maggior sviluppo tra la fine del Settecento e l'Ottocento quando, nonostante il suo nome, divenne il centro più popoloso di Lussino, strappando alla vicina Lussingrande il ruolo di capoluogo dell'isola (1806). In quel periodo la marina lussignana divenne tra le maggiori dell'Adriatico e i velieri di Lussino (di cui rimane traccia nello stemma comunale) giunsero a varcare gli oceani. Con il progressivo declino della navigazione a vela, gli armatori di Lussino dovettero cedere il loro primato, ma l'istituto nautico di Lussinpiccolo continuò a diplomare numerosi capitani di lungo corso della marina austro-ungarica.
Tra la fine dell'Ottocento e l'inizio del Novecento si contarono le prime presenze turistiche, principalmente dell'aristocrazia austriaca. Nel 1856 l'arciduca Massimiliano d'Asburgo pose la prima pietra della diga frangiflutti a Rovensca, mentre l'arciduca Carlo Stefano scelse il vicino porticciolo di Lussingrande come luogo di vacanze, apprezzandone la mitezza e la salubrità del clima.
Nel 1859, durante la seconda guerra d'indipendenza italiana, divenne temporaneamente base di operazioni navali da parte del corpo di spedizione Franco-Sardo contro Venezia austriaca.
Il 4 novembre 1918 la Regia Nave Orsini attraccò a Lussinpiccolo, prendendo possesso dell'isola in nome del Regno d'Italia, acquisto confermato dai successivi trattati di pace. Lussinpiccolo divenne così l'estrema propaggine della Venezia Giulia, con funzione di scalo intermedio per i collegamenti tra Pola e Zara. In quel periodo l'afflusso di turisti fu tuttavia moderato.
L'isola passò alla Jugoslavia nel 1947, anno in cui la quasi totalità della popolazione italiana prese la via dell'esodo. Privata della componente sociale che aveva fatto del mare la ricchezza dell'isola, e ripopolata con famiglie dell'entroterra balcanico, nel dopoguerra l'economia dell'isola subì un repentino tracollo, riducendosi a una povera economia di sussistenza.
Soltanto a partire dagli anni settanta Lussinpiccolo ha cominciato a valorizzare la propria vocazione turistica, aprendosi nuovamente al turismo internazionale; oggi è un importante centro balneare, con una vasta offerta alberghiera e una altrettanto ricca varietà di spiagge (tra cui Cigale e Val di Sole, in croato rispettivamente Čikat e Sunčana uvala).

## Società

### La presenza autoctona di italiani
È presente una comunità di italiani autoctoni che rappresentano una minoranza residuale di quelle popolazioni italofone che abitarono per secoli la penisola dell'Istria e le coste e le isole del Quarnaro e della Dalmazia, territori che appartennero alla Repubblica di Venezia. La presenza degli italiani a Lussinpiccolo è drasticamente diminuita in seguito all'esodo giuliano dalmata avvenuto dopo la seconda guerra mondiale. Nel 1948 fu costituito il primo circolo italiano.
Nel 1981, prima dell'indipendenza della Croazia, la comunità italiana risultava secondo i censimenti ufficiali l'1,0% della popolazione e successivamente, nel 1991 l'1,5%. Secondo il censimento del 2011, il comune di Lussinpiccolo conta 253 italiani, pari al 3,12% della locale popolazione ma gli iscritti alla locale Comunità degli Italiani di Lussinpiccolo sono 557 (6,64% della popolazione) anche se alcuni ritengono che tale dato sia ancora sottostimato.

### Lingue e dialetti
| %      | Ripartizione linguistica (gruppi principali) |
| ------ | -------------------------------------------- |
| 90,48% | madrelingua croata                           |
| 3,12%  | madrelingua italiana                         |
| 1,81%  | madrelingua albanese                         |
| 1,12%  | madrelingua serba                            |

## Museo
In questa località dal 2016 è ubicato il museo dov'è custodito l'atleta di Lussino ossia una statua in bronzo, che risale al II secolo a.C. e di manifattura greca.

## Geografia antropica

### Località
La città di Lussinpiccolo è divisa in 14 insediamenti (naselja) di seguito elencati. Tra parentesi il nome in lingua italiana.
- Belej (Bellei[13][14], in passato Biancavilla[13])
- Ćunski (Chiunschi[2][15] o Chiusi Lussignano[15])
- Ilovik (San Pietro dei Nembi[2][16], sull'isola Asinello)
- Male Srakane (Canidola Piccola[17])
- Mali Lošinj (Lussinpiccolo), sede comunale
- Nerezine (Neresine[18])
- Osor (Ossero[2][19][20])
- Punta Križa (Punta Croce[21])
- Sveti Jakov (San Giacomo[22])
- Susak (Sansego[23])
- Unije (Unie[24])
- Ustrine (Ustrine[25])
- Vele Srakane (Canidole Grande[17])
- Veli Lošinj (Lussingrande[26])